# Fiat CR.32
El Fiat CR.32 fue un caza biplano, diseñado en 1933 por Celestino Rosatelli, y construido por la compañía Fiat Aviazione, tomando como base el modelo Fiat CR.30. Sirvió en las filas de la Regia Aeronautica italiana, destacando con notable éxito en la guerra civil española y en los comienzos de la II Guerra Mundial en teatros secundarios. El éxito del CR.32 quedó demostrado por el importante número de pedidos de exportación que obtuvo.

## Historia y desarrollo
El Fiat CR.32 fue diseñado por el destacado ingeniero aeronáutico Celestino Rosatelli. Era un desarrollo del anterior Fiat CR.30. El CR.30, siendo un avión relativamente rápido y maniobrable en su época, había recibido pedidos de producción limitados para la Regia Aeronautica, pero, en el espacio de 12 meses, había sido reemplazado por el CR.32. En comparación con el CR.30, el CR.32 presentaba un fuselaje más aerodinámico y pequeño, lo que resultó en un avión más compacto en general. Según el autor de aviación Gianni Cattaneo, el tipo fue el producto de una fórmula de una década desarrollada no solo por Rosatelli, sino también por sus predecesores.
El 28 de abril de 1933, el prototipo CR.32, matriculado MM.201, realizó su vuelo inaugural desde la pista de la compañía Fiat en Turín, a los mandos del piloto de pruebas Francesco Brac-Papa. A finales de año ya se estaban entregando los primeros ejemplares de producción a unidades de primera línea de la Regia Aeronautica. La producción en masa del tipo continuaría durante los años siguientes. Entre 1933 y 1938, se desarrollaron un total de cuatro variantes distintas del CR.32: el estándar, bis, ter y quater. El CR.32bis estaba provisto de un motor V12 Fiat A.30, así como dos ametralladoras adicionales, mientras que el ter y el quater conservaron la disposición de armamento original, diferenciándose por la adopción de miras e instrumentación mejoradas.
Para 1938, el CR.32 había quedado obsoleto debido a los avances en el campo de la aviación, incluida la llegada de una nueva generación de cazas monoplano, que eran capaces de un rendimiento superior. El CR.32 fue sucedido directamente por el Fiat CR.42, que fue un avance adicional de la plataforma biplano, ya que se derivó del propio CR.32. Durante el desarrollo de este derivado mejorado, se convirtieron un total de cuatro CR.32 para que sirvieran como prototipos, un acto que destacó la fuerte conexión entre los dos cazas.

## Diseño
El Fiat CR.32 era un avión de combate biplano muy maniobrable; su agilidad fue una de las principales cualidades del diseño. Su fuselaje compartía la misma estructura que el anterior CR.30, estaba constituida de tubos de aluminio con uniones en acero de alta resistencia y construida en cuatro largueros en los vértices del prisma rectangular que formaban el esqueleto principal, reforzado por montantes inclinados, determinando un sistema de celosía en triángulos equiláteros (Warren truss) con revestimiento de láminas de duraluminio en el morro hasta la cabina, mientras que en la parte trasera, en la sección inferior debajo de la cola y en los costados y el vientre, se utilizó un revestimiento de tela de algodón barnizada. El CR.32 estaba equipado con un tren de aterrizaje fijo, que incorporaba dos patas principales equipadas con ruedas independientes alojadas dentro de carenados, amortiguadores hidráulicos y un sistema neumático de frenado.
Para la construcción de las alas y cola se utilizó una estructura mixta similar al fuselaje, a partir de un par de largueros tubulares de aleación de aluminio y tubos cuadrados de acero, recubiertos con tela; la disposición atípica de los puntales del ala se utilizó por primera vez en el Ansaldo S.V.A. de 1917. Otra característica notable fue que el ala inferior era más corta que el ala superior, lo que convertía al caza en un sesquiplano. Los alerones, solo presentes en las alas superiores, se equilibraban mediante lengüetas montadas sobre puntales de acero. El empenaje, compuesto en gran parte por tubos de aluminio, presentaba un plano de cola de incidencia variable y un timón de profundidad equilibrado dinámicamente.
La cabina del CR.32 normalmente tenía un asiento para un solo piloto, que estaba provisto de un asiento regulable en altura y apoyacabezas fuselado. El cuadro de instrumentos constaba de los siguientes elementos: termómetro agua-aceite, tacómetro cuentarrevoluciones, brújula OMI tipo 03, anemómetro, indicador de virada, varioaltímetro, indicador de nivel, manómetros de aceite y de combustible y avisador de incendio. Aunque se consideró que estaba completamente instrumentado en la época, el equipo de radio RA.80-1 era solo una pieza opcional del equipo. Otros equipos incluían un sistema de oxígeno para el piloto (bombona, inhalador y máscara) y extintor de anhídrido carbónico, un colimador de puntería tubular tipo S. Giorgio. Tras del asiento, en montaje vertical y con acceso exterior por panel desmontable, podía ir instalada una cámara planimétrica A.G.R.61 o A.G.R.90 para película formato 13x18 y con manejo desde el tablero. Opcionalmente se podía montar una foto ametralladora OMI FM.62 sobre la raíz del ala superior izquierda.
El armamento incluía inicialmente un par de ametralladoras Breda-SAFAT de 7,7 mm (más tarde sustituidas por un par de cañones Breda-SAFAT de 12,7 mm), que se instalaron en la parte superior del capó del motor, montadas sobre el depósito de gasolina principal y sincronizadas, disparando a través del arco de la hélice, y con una dotación de 400 proyectiles por arma. Los ejemplares posteriores también se equiparon con un par de soportes, que podían acomodar hasta 12 bombas de 2,25 kg, un par de bombas de 45 kg o una sola bomba de 90 kg.
El CR.32 estaba propulsado por el motor V12 a 60° Fiat A.30 R.A. refrigerado por agua; diseñado en 1930, producía una potencia de salida de 447 kW (600 hp) a 2000 rpm al nivel del mar y en despegue, de 596 kW (800 hp) a 2900 rpm; supuestamente inspirado en el estadounidense Curtiss D-12, movía una hélice bipala metálica Fiat de un diámetro de 2,82 m con paso solo ajustable en tierra. El motor no utilizaba la gasolina de aviación habitual, sino que funcionaba con una mezcla de 94 octanos obtenida a base de gasolina (55 %), alcohol (23 %) y benzol (22 %). El depósito de combustible principal, que estaba ubicado entre el motor y la cabina, tenía una capacidad de 325 l; contaba con otro pequeño depósito auxiliar de 25 l colocado en un carenado "torpedo" aerodinámico en el centro del ala superior.

## Historia operacional

### Primeras operaciones
El nuevo biplano demostró ser un éxito instantáneo. Después de un breve período de pruebas, las primeras órdenes de producción para el CR.32 se recibieron durante marzo de 1934. En poco tiempo, el tipo pronto equipó los 1°, 3° y 4° Stormi de la Regia Aeronautica. El CR.32 era muy apreciado por sus tripulaciones, ya que era muy maniobrable y se beneficiaba de una estructura de fuselaje relativamente fuerte. 
Los biplanos Fiat se utilizaron en muchos espectáculos acrobáticos, en Italia y en el extranjero. Cuando importantes estadistas extranjeros visitaban Roma, el 4° Stormo, unidad de élite de la Regia Aeronautica, con sede en Roma, realizó impresionantes exhibiciones con formaciones de cinco o diez aviones. Durante 1936, se organizaron exhibiciones aéreas sobre varias otras capitales y ciudades importantes europeas y, durante el año siguiente, en América del Sur. Cuando el equipo regresó, se realizó una brillante exhibición sobre los cielos de Berlín. Otras giras por el extranjero de equipos de exhibición italianos, como una expedición sudamericana en 1938, se realizaron utilizando el modelo. Según Cattaneo, varios aspectos del diseño del CR.32, incluida su disposición de control favorable, un radio de giro corto y un excelente manejo, hicieron que el tipo fuera ideal para ejecutar exhibiciones acrobáticas.
Según Cattaneo, la característica sobresaliente del CR.32 fue su notable maniobrabilidad; especuló que su desempeño sobresaliente y su popularidad entre sus pilotos fueron responsables de una actitud continua de muchos altos mandos de la Regia Aeronautica de que la plataforma biplano seguía siendo un concepto viable para un mayor desarrollo e implementación incluso frente a una nueva generación de cazas monoplano.

### Operaciones en España

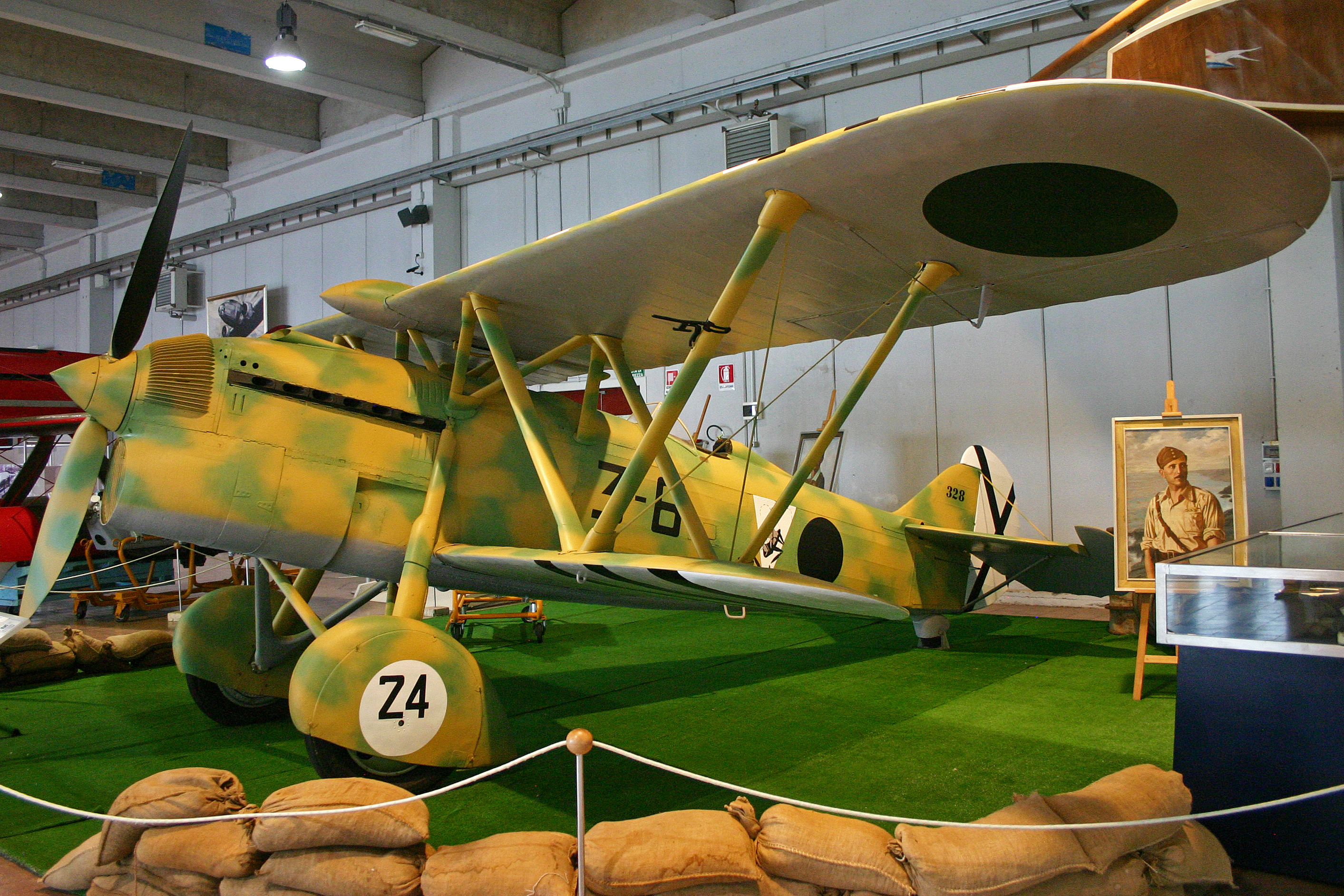
Hispano Aviación HA-132L.

Los CR.32 formaron el núcleo central de la Aviación Legionaria, cuerpo expedicionario italiano que participó en la guerra civil española del lado del Bando nacional a partir de 1936, siendo conocidos como "Chirri".
Los primeros CR.32 enviados por vía marítima a Melilla llegaron a mediados de agosto de 1936; desde allí pasaron a la base de Nador en el Protectorado español de Marruecos, donde se efectuó su montaje; finalmente tuvo lugar un nuevo traslado al aeródromo de Tablada, Sevilla, desde donde iniciaron las operaciones bélicas con las insignias de la Aviación del Tercio. Los CR.32 se encuadraron en los Grupos VI Gruppo Gamba di Ferro (Pierna de Hierro), XVI Gruppo Caccia Cucaracha, XXIII Gruppo Asso di Bastoni (As de Bastos), el X Gruppo Caccia Baleari y la Squadriglia Autonoma Caccia e Mitragliamento Frecce, así como en las unidades españolas 2-G-3 y 3-G-3. En total, el gobierno italiano envió unos 380 CR.32 a España, mientras que entre 127 y 131 fueron entregados directamente a unidades de la Aviación Nacional. Durante el conflicto, seis aviones fueron capturados por las fuerzas republicanas; según N. Sgarlato, uno de ellos fue enviado a la Unión Soviética, donde se sometió a una evaluación detallada.
Los Fiat pilotados por españoles durante la guerra fueron numerados del 3-51 al 3-177, y los entregados por los italianos después de la guerra fueron numerados desde el 3-178 al 3-292. En total, volaron en España 376 Fiat importados, revisados y reparados durante la guerra en el Parque de Tablada y los talleres móviles.
Los Fiat CR.32 demostraron ser un peligroso rival para cazas más modernos, como los soviéticos Polikarpov I-15 y Polikarpov I-16, que operaban en las filas republicanas, ya que su maniobrabilidad les permitía salir airosos de combates con enemigos más veloces y mejor armados. Una vez terminada la guerra, los CR.32 permanecieron en España, y con las nuevas unidades construidas (HA-132L) bajo licencia por Hispano Aviación se convirtió en el núcleo embrionario de las fuerzas aéreas españolas durante la década de los años 40.

### En laRegia Aeronautica

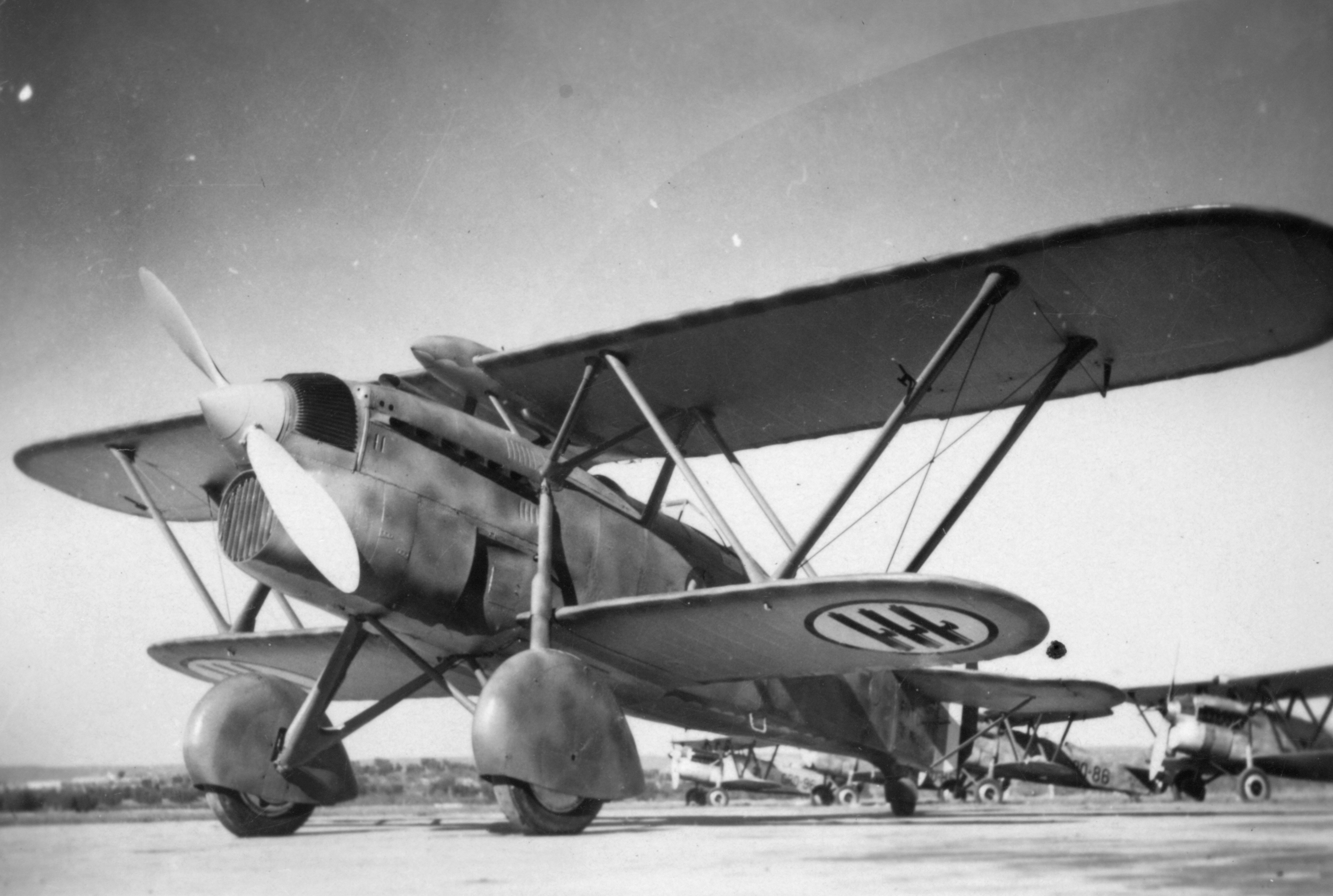

Como los CR.30, los CR.32 fueron utilizados en numerosas muestras aéreas y festivales acrobáticos. La Pattuglie Acrobatiche del 4º Stormo, con base en Roma, estaba encargada de realizar exhibiciones acrobáticas cuando se recibía a altos dignatarios extranjeros, utilizando formaciones de cinco o diez aparatos. Durante 1936 se efectuaron numerosas demostraciones acrobáticas en distintas capitales europeas, y en 1937 en ciudades de América del Sur.

### Segunda Guerra Mundial
Las notables características acrobáticas del CR.32 y sus indudables éxitos cosechados en España engañaron al Ministerio del Aire italiano, que continuó considerando la configuración biplana en los cazas, como un arma todavía eficaz, permitiendo con ello que se continuara con el desarrollo del Fiat CR.42, aparato en aquel entonces a todas luces desfasado antes de que el prototipo efectuara su primer vuelo. No obstante, el CR.32continuó en servicio durante la Segunda Guerra Mundial; cuando Italia entra en guerra en junio de 1940, un gran número de cazas CR.32, en versiones bis, ter y quater, representaban dos tercios de todos los cazas de la Regia Aeronautica. Un total de 288 aparatos tenían su base en Italia y África del Norte, mientras que 24 estaban estacionados en el África Oriental Italiana.

### Norte de África
Cuando Italia declaró la guerra a Gran Bretaña y Francia el 10 de junio de 1940, 36 CR.32, junto con 51 Fiat CR.42, componían la fuerza de combate operativa de la Regia Aeronautica en Libia. El primer combate entre los CR.32 y aviones británicos se produjo al día siguiente. Seis CR.32 interceptaron una formación de bombarderos Bristol Blenheim que atacaban el aeródromo de El Adem, reclamando dos Blenheim derribados y los cuatro restantes dañados (en comparación con las pérdidas británicas reales de dos Blenheim perdidos y dos dañados), sin pérdidas. En lugar de centrarse en las peleas de perros aire-aire, los pilotos del CR.32 normalmente se dedicaban a ametrallar objetivos terrestres, actuando como aviones de ataque ligeros; aunque estas actividades fueron de "eficacia limitada" en la campaña. 

### África Oriental
El autor de aviación David Mondey ha afirmado que los mayores éxitos en tiempos de guerra que lograron los CR.32 se lograron en el África Oriental Italiana. Allí, las Squadriglia 410 y 411, equipadas con el CR.32 (que representaban la mitad de todos los cazas operativos en la colonia italiana) destruyeron un gran número de cazas y bombarderos británicos y sudafricanos, como los Vickers Wellesley y Hawker Hartebeest. En manos de un piloto con experiencia, el CR.32 podía ser capaz de derrotar a monoplanos más rápidos, potentes y mejor armados, como los Hawker Hurricane y Bristol Blenheim. Los Fiat recibieron su bautismo de fuego el 17 de junio de 1940, cuando aviones de la 411 Squadriglia, pilotados por el tenente Aldo Meoli y el maresciallo Bossi, atacaron a tres bombarderos Junkers Ju 86 de las Fuerzas Aéreas Sudafricanas con destino a Yebelo (Etiopía), escoltados por dos Hurricane del 1 Escuadrón SAAF, derribando uno de los bombarderos y un caza.

### Mediterráneo
Catorce CR.32 del 160° Gruppo y nueve del 2° Gruppo del 6° Stormo entraron en acción contra Grecia en las primeras semanas de la Guerra greco-italiana en octubre de 1940. Ocho más de la 163 Squadriglia, con base en el aeropuerto de Gadurrà en la isla de Rodas, tomaron parte en la Batalla de Creta. 28 CR.32 del 3° Gruppo estaban basados en Cerdeña, pero en el período de julio a diciembre de 1940, su número se redujo a siete aviones en servicio. Cattaneo indica que las tripulaciones de tierra carecían del suficiente combustible, municiones y repuestos para mantener adecuadamente sus aviones, lo que a menudo resultaba en la improvisación debido a la mala situación del suministro, lo que afectaba gravemente la eficacia operativa del caza. El último CR.32 de primera línea sobrevivió hasta mediados de abril de 1941. Los restantes fueron enviados a las Scuola Caccia (Escuelas para pilotos de combate). En 1942, el tipo fue relegado solo a misiones nocturnas a medida que entraron en servicio cazas más modernos.

### Operadores extranjeros

#### República de China
El primer usuario extranjero del CR.32 fue la República de China, que compró 16 (24 según otras fuentes) aparatos de la 1.ª Serie en 1933; estos aviones fueron armados con dos ametralladoras Vickers; se les retiraron las Breda-SAFAT, los faros eléctricos y las aletas de refrigeración del depósito de aceite en el morro; además, algunos estaban equipados con radios. En la primavera de 1935 tenían su base en el aeropuerto de Nangahang, cerca de Shanghái, donde prestaron excelentes servicios durante la invasión japonesa. A algunos oficiales del alto mando chino no les gustó el Fiat; sin embargo, los pilotos chinos apreciaron que los biplanos italianos en pruebas comparativas demostraron ser superiores a los estadounidenses Curtiss P-6 Hawk II y Boeing Model 281 (P-26C). El gobierno chino no ordenó más CR.32 por diversos motivos, uno de ellos, la dificultad de obtener o importar alcohol y benzol para mezclar con gasolina para los motores. En agosto de 1937, los CR.32 restantes se utilizaron con cierto éxito inicial durante la Batalla de Shanghái contra los japoneses. Entre 1934-36 fueron relegados por los muy superiores monoplanos Curtiss P-36 Hawk, que equiparon la mayoría de las unidades de caza chinas.

#### Austria
En junio de 1935, se anunció oficialmente la existencia de la Fuerza Aérea de Austria (Österreichischen Luftstreitkräfte) y, a principios del año siguiente, el Ministerio Federal de Defensa Nacional realizó un gran pedido de equipos de aviación en Italia. En la primavera de 1936, Austria ordenó 45 CR.32bis para equipar la Jagdgeschwader II en Wiener Neustadt. En marzo de 1938, tras el Anschluss con la vecina Alemania, las unidades austriacas fueron absorbidas por la Luftwaffe, y, tras un breve período, los 36 aviones restantes fueron vendido a bajo precio a Hungría.

#### Hungría
Hungría, al igual que Alemania, fue privada formalmente del derecho a crear aviación militar por el Tratado de Versalles. Pero tras el surgimiento de la Luftwaffe, el entonces líder húngaro, el almirante Miklós Horthy, también decidió retirar su fuerza aérea de la clandestinidad. La Magyar Királyi Honvéd Légierő (Real Fuerza Aérea Húngara, MKHL), adquirió un total de 76 CR.32 durante 1935 y 1936. Los biplanos Fiat tuvieron su bautismo de fuego en marzo de 1939, durante el conflicto (Guerra Eslovaco-Húngara) con el recién formado estado de Eslovaquia. Los CR.32, que estaban adornados con la insignia de galones rojo/blanco/verde, ganaron fácilmente la superioridad aérea sobre la incipiente Fuerza Aérea Eslovaca, que perdió algunos Avia B.534 y Letov Š-28. Durante el breve conflicto contra Yugoslavia, librado en abril de 1941, la MKHL perdió tres CR.32 y, el 6 de mayo de 1941, la Fuerza Aérea húngara todavía tenía 69 ejemplares en primera línea.
Tras la adquisición de cazas más nuevos, incluidos el Fiat CR.42 y el Reggiane Re.2000, los restantes CR.32 fueron retirados de primera línea y se usaron solo para tareas de entrenamiento.
Los húngaros experimentaron con un CR.32 al que instalaron un motor radial de 14 cilindros Gnome-Rhône 14M Mars de 750 hp, consiguiendo que el aparato alcanzara una velocidad de 420 km/h a 4000 m. Sin embargo, el gobierno húngaro fue incapaz de conseguir más motores de dicha marca, y el proyecto de remotorizar los CR.32 fue abandonado.

#### España
En 1938, España adquirió una licencia para construir el CR.32, conocido popularmente como Chirri. La firma aeronáutica española Hispano Aviación construyó en su factoría de Triana (Sevilla) el modelo CR.32, bajo la denominación Hispano Aviación HA-132L desde 1938 hasta 1948. Se construyeron 100 aparatos numerados del 3-293 al 3-392, y otros cincuenta se reconstruyeron a partir de células y piezas excedentes; asimismo, fabricó 40 biplazas de entrenamiento desarrollados a partir del CR.32quater y algunos permanecieron en servicio como entrenadores (C.1) hasta 1953.

#### Sudamérica
Favorablemente impresionada por las actuaciones del equipo acrobático italiano durante la "gira" en honor al piloto pionero Jorge Chávez, la aviación venezolana compró nueve CR.32quater, entre 1938 y 1939. Estos ejemplares estaban equipados con un radiador especial ampliado, para permitir una buena refrigeración del motor en el cálido clima tropical. Los Fiat llegaron a Maracay en la segunda mitad de 1938 y equiparon al 1.er Regimiento de Aviación Militar de Venezuela, y fueron dados de baja en 1943, cuando cinco de ellos aún estaban en plantilla.
Influenciado también por las giras promocionales en América Latina, Paraguay también encargó en 1938 cinco (inicialmente la negociación fue por diez) CR.32quater, que iban a equipar la 1.ª Escuadrilla de Caza de las Fuerzas Aéreas del Ejército Nacional del Paraguay (matrículas 1-1 , 1-3, 1-5, 1-7, 1-9). Estos cazas no llegaron a tiempo para participar en las operaciones contra Bolivia durante la Guerra del Chaco, pero permanecieron en servicio durante varios años.
Una de las principales características de este biplano del período de entreguerras fue su maniobrabilidad, siendo el máximo exponente de hasta dónde podían llegar los biplanos como avión de combate: alta maniobrabilidad, persistencia en combate, buena disponibilidad y sin complicaciones mecánicas frente a la complejidad de los monoplanos metálicos que aparecían en la misma época. Estas características, unidas a la experiencia en combate de la guerra civil española, hicieron que, durante la Segunda Guerra Mundial, unos 300 CR.32 participaran todavía en operaciones de caza, sobre todo en Etiopía y Libia, con resultados sorprendentes frente a la aviación británica, más moderna. El éxito del CR.32 provocó que se continuara con el desarrollo de biplanos con el CR.42 Falco, un gran avión, pero que ya estaba anticuado antes de salir a producción, y que causó un serio retraso tecnológico para las fuerzas aéreas italianas.

## Variantes
CR.32
Versión inicial de la que 291 ejemplares fueron entregados a la Regia Aeronautica, incluyendo los prototipos, 76 a Hungría y 16 a China.
CR.32bis
Construidos a partir de 1935; armados con dos ametralladoras de tiro frontal Breda-SAFAT de 7,7 mm bajo las alas, además de otras dos en el fuselaje de 12,7 mm o 7,70 mm. La producción total fue de 328 ejemplares, 238 para la Regia Aeronautica y 45 para Austria. El peso extra de las ametralladoras subalares causaba pérdidas importantes en las características de vuelo, que a menudo obligaron a desmontarlas.
CR.32ter
Versión aligerada que sólo disponía como armamento de dos ametralladoras Breda-SAFAT de 12,7 mm dentro del capó encima del motor. En total, se construyeron 103 ejemplares, que sirvieron todos en España, 60 pilotados por españoles.
CR.32quater
Versión ligera del CR.32; con el mismo armamento que el CR.32ter. Se construyeron 398 aparatos; 105 fueron encuadrados en la Aviación Legionaria durante la guerra civil española, 27 fueron vendidos a los nacionalistas, diez a Venezuela y cinco a Paraguay; el resto fue entregado a la Regia Aeronautica. En total, se construyeron 1212 aparatos de la familia del CR.32.
CR.33
Versión del CR.32 con motor Fiat A.33 R.C. 35 de 700 hp. El primer prototipo voló en 1935 (matriculado MM.296) y otros dos más en 1937, pero no fue fabricado en serie.
CR.40
Prototipo con morro adaptado para instalar un motor radial Bristol Mercury IV de 485 hp, matriculado MM.202; fue construido en paralelo al prototipo del CR.32 y voló por primera vez en 1934.
CR.40bis
Designación de un prototipo, matriculado MM.275 con la misma configuración alar que el CR.40, pero propulsado por un motor radial Fiat A.59R de 700 hp. Sin embargo, no consiguió obtener buenas prestaciones (la velocidad máxima era de tan sólo 350 km/h) y fue rechazado.
CR.41
Prototipo similar al CR.40 y matriculado MM.207. Estaba propulsado por un motor radial Gnome-Rhône 14Kfs Mistral Major de 14 cilindros en doble estrella; se le modificaron las superficies del plano de cola para mantener la estabilidad direccional.

## Operadores
Alemania/III Reich
- Luftwaffe: aviones de la extinta Österreichischen Luftstreitkräfte.

 Austria
- Österreichischen Luftstreitkräfte: 45 CR.32bis.[20]

 España
- Aviación Nacional
- Ejército del Aire

 República Española
- Fuerzas Aéreas de la República Española: seis ejemplares capturados.

 Hungría
- Magyar Királyi Honvéd Légierő (Real Fuerza Aérea del Ejército Húngaro)

 Italia
- Aviazione Legionaria
- Regia Aeronautica

 Paraguay
- Fuerzas Aéreas del Ejército Nacional del Paraguay: recibió cinco aviones en 1938.

 República de China
- Fuerzas Aéreas del Gobierno Nacional de la República de China

 Venezuela
- Cuerpo de Aviación Militar: nueve aviones en 1938.

## Especificaciones (CR.32)
Referencia datos: Enciclopedia Ilustrada de la Aviación Vol.7 págs. 1794-95, Editorial Delta, Barcelona 1982 ISBN 84-85822-65-X

### Características generales
- Tripulación: Uno (piloto)
- Longitud: 7,5 m (24,5 ft)
- Envergadura: 9,5 m (31,2 ft)
- Altura: 2,4 m (7,7 ft)
- Superficie alar: 22,1 m² (237,9 ft²)
- Peso vacío: 1455 kg (3206,8 lb)
- Peso cargado: 1905 kg (4198,6 lb)
- Peso máximo al despegue: 1975 kg (4352,9 lb)
- Planta motriz: motor lineal V12 refrigerado por líquido Fiat A.30 R.A.bis.
  - Potencia: 447 kW (616 HP; 608 CV) cada uno.
- Hélices: Bipala metálica
- Diámetro de la hélice: 2,82 m

### Rendimiento
- Velocidad máxima operativa (Vno): 356 km/h (221 MPH; 192 kt) (a 3000 m)
- Velocidad crucero (Vc): 315 km/h (196 MPH; 170 kt)
- Alcance: 781 km (422 nmi; 485 mi)
- Radio de acción: 300 m (984 ft)
- Techo de vuelo: 7550 m (24 770 ft)
- Potencia/peso: 2,1 Kg/hp
- Tiempo a altitud: 6000 m en 14 min y 25 s

### Armamento
- Ametralladoras: 

  - 2x Breda-SAFAT Mod. 35 de 7,7 mm
  - 2x Breda-SAFAT de 12,7 mm
- Bombas: Hasta 100 kg

## Aeronaves relacionadas

### Desarrollos relacionados
- Fiat CR.42

### Aeronaves similares
- Heinkel He 51
- Avia B.534
- Curtiss F11C Goshawk
- Blériot-SPAD S.510
- Kawasaki Ki-10
- Hawker Fury
- Polikarpov I-15

### Secuencias de designación
- Secuencia C.R._ (Caccia (caza) Rosatelli, interna de Fiat): ← C.R.20 - C.R.25 - C.R.30 - C.R.32 - C.R.33 - C.R.40 - C.R.41 - C.R.42
- Secuencia Numérica (Aeronaves del Ejército del Aire español, 1939-1945): ← 1W - 2 - 2W - 3 - 4W - 5 - 5W →
- Secuencia C._ (Aeronaves de Caza del Ejército del Aire español, 1945-1954): C.1 - C.2 - C.3 - C.4 →
- Secuencia C._ (Aeronaves de Caza del Ejército del Aire español, 1954-1978): C.1 - C.4E/J - C.5 - C.6 →
- Secuencia ES._ (Aeronaves de Escuela Superior del Ejército del Aire español, 1945-1954): ← ES.2 - ES.3 - ES.4 - ES.5 - ES.6 - ES.7 - ES.8